# Ospitale di Cadore
Ospitale di Cadore là một đô thị ở tỉnh Belluno trong vùng Veneto, có vị trí cách khoảng 100 km về phía bắc của Venice và khoảng 25 km về phía đông bắc của Belluno. Tại thời điểm ngày 31 tháng 12 năm 2004, đô thị này có dân số 368 và diện tích 40,1 km².
Ospitale di Cadore giáp các đô thị: Castellavazzo, Cibiana di Cadore, Erto e Casso, Forno di Zoldo, Perarolo di Cadore, Valle di Cadore.